# Charles Raymond de Saint-Vallier

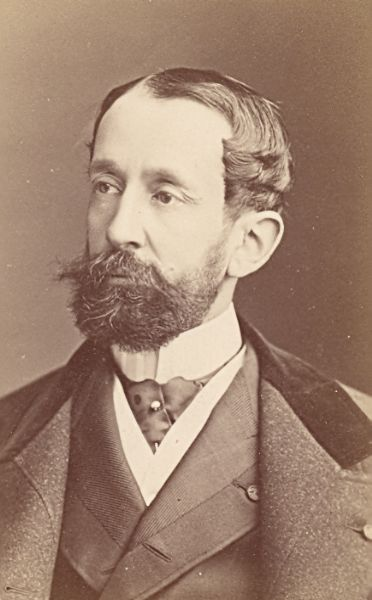
Charles Raymond de Saint-Vallier, ~1865

Charles Raymond de la Croix de Chevrière, Graf von Saint-Vallier (* 12. September 1833 auf Schloss Coucy-lès-Eppes (Département Aisne); † 4. Februar 1886 Schloss Coucy-lès-Eppes (Aisne)) war ein französischer Diplomat. Er war Abgesandter Frankreichs auf dem Berliner Kongress.

## Leben und Wirken
De Saint-Vallier begann seine diplomatische Laufbahn im Alter von 20 Jahren als Attaché der französischen Gesandtschaft in Lissabon und ab 1856 in München. Ab Juli 1859 arbeitete er unter Graf von Walewski im Auswärtigen Amt. 1860 wurde er zum Botschaftssekretär (secrétaire de l’ambassade) in Konstantinopel berufen.
Von 1868 bis zur Deklaration des Deutsch-Französischen Krieges 1870 war er Gesandter am Württembergischen Hof in Stuttgart. Mit den politischen Verhältnissen in Deutschland vertraut, versuchte er dem französischen Außenminister Herzog von Gramont von einem Krieg abzuraten.
Nach der Friedensunterzeichnung 1871 beauftragte ihn Adolphe Thiers, Leiter der Friedensverhandlungen und ab August des Jahres der erste Staatspräsident der Dritten Republik, mit der Position des Generalkommissars bei der deutschen Besatzungsarmee. Als solcher arbeitete er eng mit dem Oberbefehlshaber der Okkupationsarmee, General Edwin von Manteuffel, zusammen und vermittelte geschickt zwischen französischen Beamten und deutscher Armeeführung.
Im Dezember 1877 wurde er zum französischen Botschafter in Berlin ernannt. In dieser Position nahm er im Juni 1878 als zweiter Bevollmächtigter Frankreichs am Berliner Kongress teil. Nach vier Jahren Dienst in Berlin erbat er im November 1881 seine Entlassung und nahm seinen Sitz im Senat ein (Sénateur de l'Aisne ab 1876).